# منى باسيلي صحناوي
منى باسيلي صحناوي (مواليد 1945) هي رسامة، وكاتبة، وفنانة لبنانية.

## السيرة الذاتية
ولدت الفنانة مني باسيلي صحناوي في مصر وارتادت الجامعة الأمريكية في بيروت وجامعة أريزونا حيث درست الفنون الجميلة.
تعمل صحناوي في العديد من أشكال الفنون كالرسم، والكتابة، والتصميم، والنحت. كما نظمت معارض منفردة في كل من باريس، ودبي، وبيروت. تقيم صحناوي حالياً في بيروت مع زوجها مروان صحناوي، رئيس منظمة فرسان ملطا بلبنان، وابنيها سليم وخليل صحناوي.
خلال السبعينات، تولت صحناوي رئاسة قسم الفن التصويري بالمجلس الوطني اللبناني للسياحة. كما أنتجت العديد من تصميمات الطوابع، والأغلفة، والملصقات، والرسوم التوضيحية للكتب وأعدت أفلام للتليفزيون اللبناني. ولاحقاً قامت بتعلم الرسم والطباعة وتدريسهما بالجامعات اللبنانية.
يتأثر أسلوب صحناوي بالتراث الثقافي الشرقي، وينعكس ذلك من خلال المعاملة السطحية للألوان في كل من الرموز البيزنطية والمنمنمات الفارسية. أما معاملة المساحة فهي خاصة جداً وتضيف بعداً جديداً لنهج رمزي من خلال استخدام الهيروغليفية كالرموز والنوافذ التي تفتح لتكشف عن جانب إضافي للموضوع.
منذ أوائل التسعينات، أنتجت الصحاوي ألبومات وطباعات حجرية مستوحاة من الأساطير الفينيقية كما درست الرسم على البورسلان خلال عملها كمصممة ومصورة.
بدأت الصحاوي عرض أعمالها الفنية منذ منتصف الستينات. وفي أغلب الأحيان تستند لوحاتها، التي قد تبدو ساذجة ظاهرياً، على البيئة المحيطة بها كموطنها لبنان وتراثه الثقافي.
وتقترح تلك الأعمال تفسيراً خاصاً جداً للمساحة حيث تتداخل الأشكال وتتعدد ألوانها في تناغم.

## أعمالها
حازت أعمال الفنانة باسيلي صحاوي على العديد من الجوائز كما تعرض في متحف المطبوعات بالاسكندرية، ومتحف سرسق في بيروت، وضمن المجموعة الفنية بالجامعة الأمريكية في بيروت، وببنك عوده بالإضافة إلى العديد من المجموعات الخاصة في جميع أنحاء العالم. كذلك تشتهر صحاوي بلوحاتها التي تصور الحرب الأهلية اللبنانية.

### معارضها الفردية
- 1971 مركز جون كيندي، بيروت، لبنان.
- 1980 غاليري إبروف دارتيست "Èpreuve d'artiste"، بيروت، لبنان.
- 1987 غاليري إبروف دارتيست "Èpreuve d'artiste"، كسليك، لبنان.
- 1990 غاليري نيكول بيليه، باريس، فرنسا.
- 1991 لو ريترو، غاليري إبروف دارتيست "Le Retro, Gallery Épreuve d'artiste"، بيروت، لبنان.
- 1993 غاليري 50x70، بيروت، لبنان.
- 1994 غاليري التراث العربي، الخبر، المملكة العربية السعودية.
- 1996 غاليري إبروف دارتيست "Èpreuve d'artiste"، بيروت، لبنان.
- 1998 لوحات: سنوات الحرب، الجامعة الأمريكية في بيروت، لبنان.
- 1999 غاليري إبروف دارتيست "Èpreuve d'artiste"، بيروت، لبنان.
- 2001 غاليري جنين روبيز، بيروت، لبنان. 2002 غاليري الفن الأخضر، بيروت، لبنان.2004 غاليري جنين روبيز، بيروت، لبنان. 2007 معرض M، باريس، فرنسا.
- 2007 معرض جنين روبيز، بيروت، لبنان
- 2011 معرض سلوى زيدان، أبو ظبى.
- 2012 فنون جميلة لعايدة شيرفان، بيروت، لبنان.[7]

### معارض جماعية
- 1982, 1986, 1987, 1989, 1992, 1994, 1995, 1996,1997,1998,1999, 2000, 2003, 2006,2007,2008,2009, 2010: صالون الخريف، متحف سرسق، لبنان.
- 1968, 1969, 1970: فن خارجي، لبنان، بيروت.
- 1988، 1989، 1990: صالون الخريف، باريس، فرنسا.
- 1994، 1995: صالون الخريف، سومور، فرنسا.
- 1969 الفخار في لبنان، مكتبة جافيت، الجامعة الأمريكية في بيروت، لبنان.
- 1969 معرض لوحات لفنانين لبنانيين، فندق هيلتون، بروكسل، بلجيكا.
- 1970 معرض نقوش، مركز جون كينيدي، بيروت، لبنان.
- 1971 الفن والصناعة، دار الفن، بيروت، لبنان.
- 1980 غاليري شاهين، بيروت، لبنان.
- 1985 فندق فقرا، غاليري إبروف دارتيست، فقرا، لبنان.
- 1985 صالون تجار التحف، غاليري أورسيرو، فرساي، فرنسا.
- 1987 فنانون: بورتريهات وبورتريهات ذاتية، غاليري ليه سيماز "Les Cimaises"، نهر الكلب، لبنان.
- 1919-1987 غاليري ليه سيميز، نهر الكلب، لبنان.
- 1988 نساء فنانات، لبنان، غاليري 3M، جل الديب، لبنان.
- 1989 لبنان نظرة الفنان، مركز باربيكان، لندن، المملكة المتحدة.
- 1989 معرض جماعي، الفن اللبناني، أبو ظبي، الإمارات العربية المتحدة.
- 1989 لبنان: نظرة الفنانين، معهد العالم العربي، باريس. فرنسا.
- 1990 غاليري البقسيمي، مدينة الكويت، الكويت.
- 1990 الجائزة الدولية الكبري السادسة والعشرين لكوت دازور، كان، فرنسا.
- 1992 صالون ساجا، القصر الكبير، باريس، فرنسا.
- 1992 فن متعدد، دوسلدورف، تقديم دار نشر لوريه ديبيه، ألمانيا.
- 1992 منصة دولية، غاليري ستراسي، واشنطن دي سي، الولايات المتحدة الأمريكية.
- 1994 الطباعة الدولية كل ثلاث سنوات، الإسكندرية، مصر.
- 1994 غاليري الفن الأخضر، دبي.
- 1999 معرض اللوحات الفنية اللبناني، فندق لو ميتروبول، مونت كارلو.
- 2001 الفن اللبناني، متحف سرسق، بيروت، لبنان.
- 2003 النساء من خلال النساء، معهد دراسات المرأة في العالم العربي، الجامعة اللبنانية الأمريكية، بيروت، لبنان.
- 2003 «المبتكرون في المتحف» "Les Créateurs au Musée "، المتحف القومي، بيروت، لبنان.
- 2010 «العربية المعاصرة» "Contemparabia"، بيروت، لبنان.
- 2010 التقاء: فن حديث من لبنان، متحف الجامعة الأمريكية، مركز كازن للفنون، واشنطن دي سي.[8]
- 2011 «البعث» "Rebirth"، مركز بيروت الدولي للمعارض والترفيه، بيروت، لبنان.[9]
- 2012 البداية، بيروت، لبنان.

### كتب مختارة
- 1999 قصص وأساطير من لبنان القديم، تأليف: نينا جيدجيان، رسوم: منى باسيلي صحناوي، إصدار: دار النهار للنشر.
- 2001 وظائف ونداءات، تأليف: فيفي أبو ديب، لوحات: منى باسيلي صحناوي، إصدار: دار النهار للنشر.
- 2008 اليوم الخامس، تأليف: جوزيف طراب، لوحات وفكرة: منى باسيلي صحناوي، إصدار: دار النهار للنشر.
- 2011 باريتوس مدرسة القانون، تأليف: نينا جيدجيان، رسوم: منى باسيلي صحناوي، إصدار: دار النهار للنشر.

## وصلات خارجية
- الموقع الرسمي لمنى باسيلي صحناوي